# Polnischer Fußballpokal 2002/03

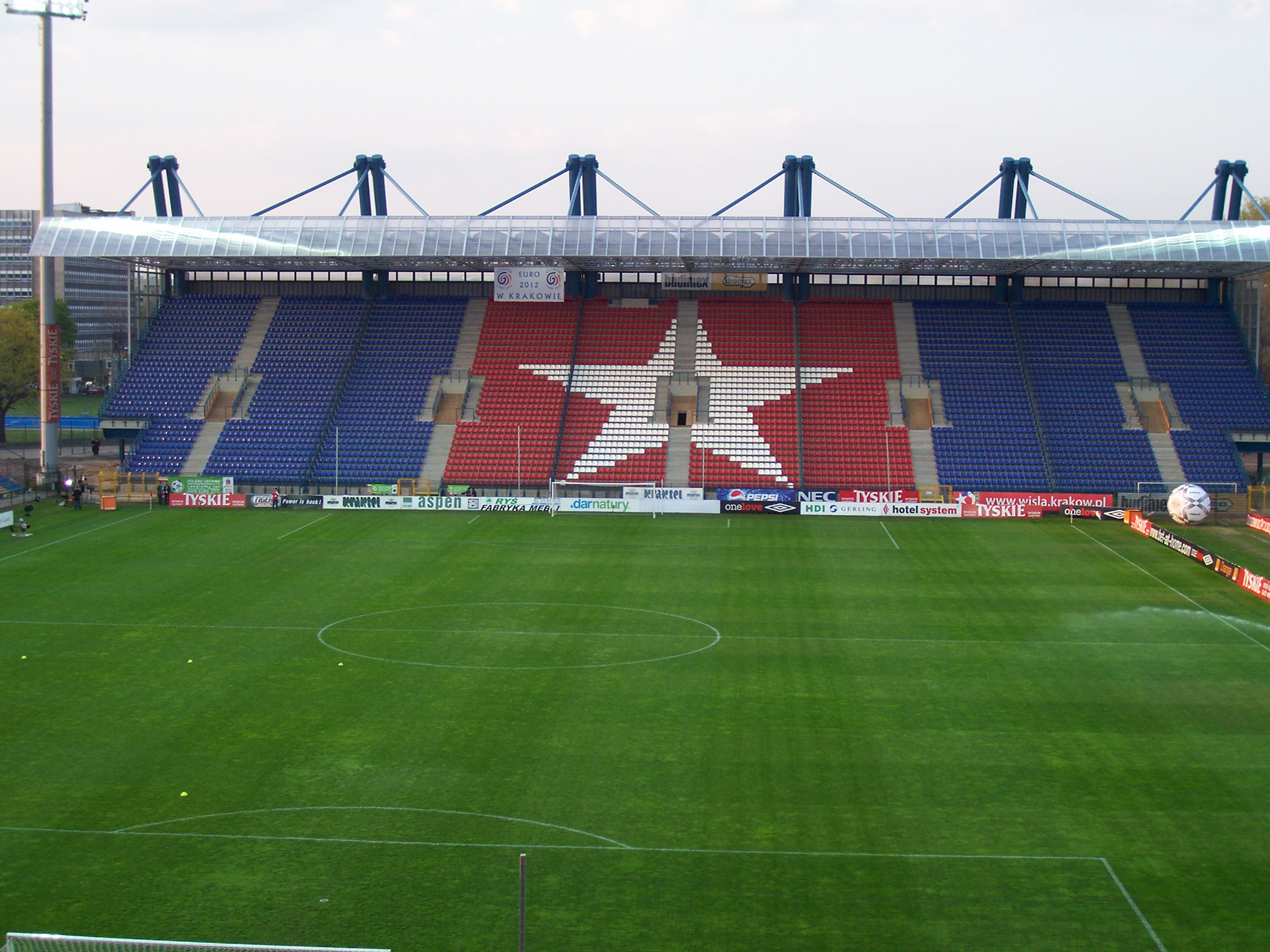
Henryk-Reyman-Stadion in Krakau, Austragungsort des ersten Finalspiels

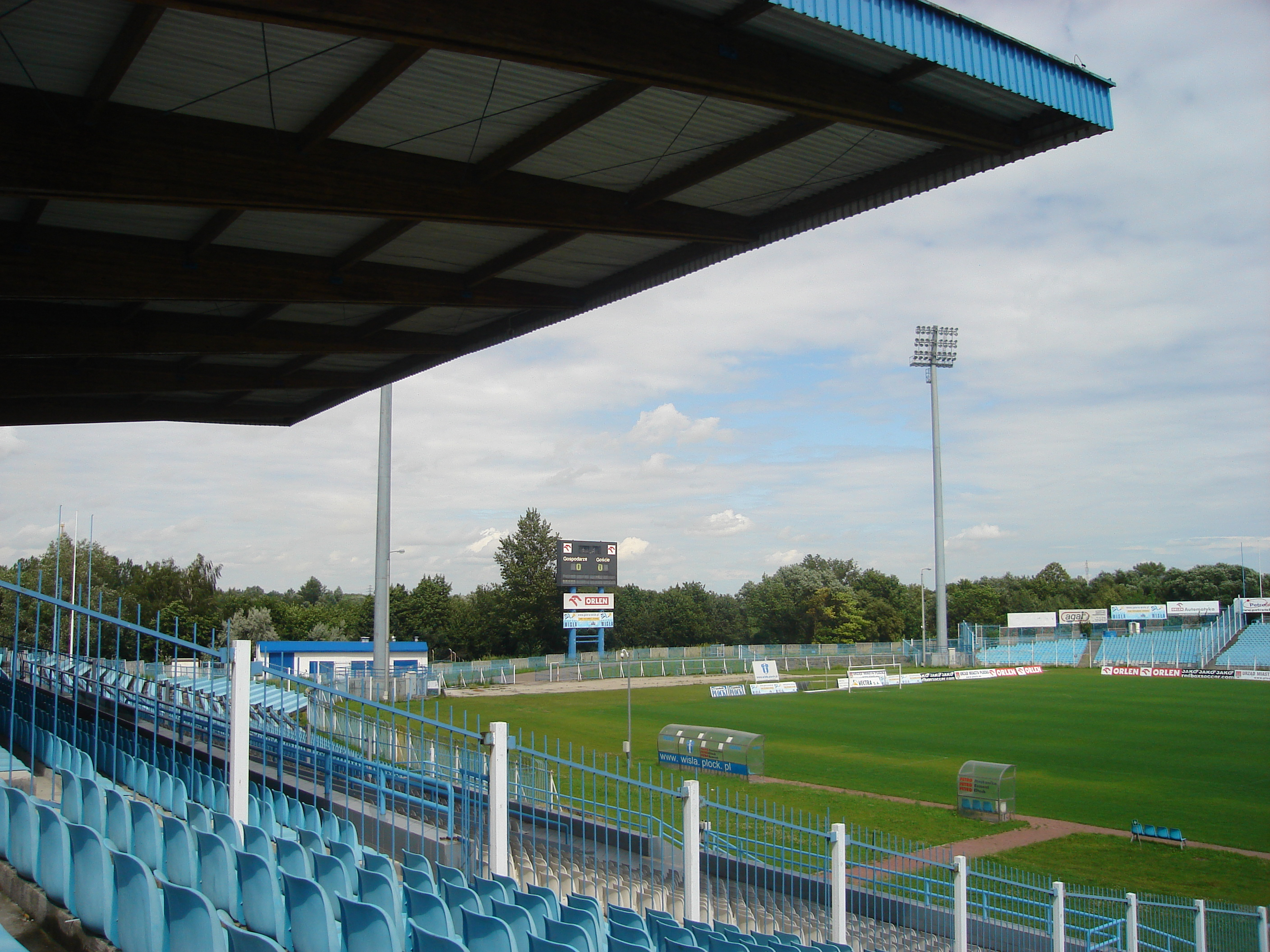
Stadion im. Kazimierza Górskiego in Płock, Austragungsort des zweiten Finalspiels

Der Puchar Polski 2002/03 war die 49. Ausspielung des polnischen Pokalwettbewerbs. Er begann am 26. Juli 2003 mit den Ausscheidungsspielen zur ersten Runde und endete mit den Finalspielen am 7. und 14. Mai 2003 in Krakau und Płock.
Titelverteidiger Wisła Krakau gewann den nationalen Pokal zum vierten Mal in seinem neunten Finale. Für Endspielgegner Wisła Płock war es die erste Finalteilnahme. Als polnischer Meister der Saison 2002/03 war Wisła Krakau für die 3. Qualifikationsrunde der UEFA Champions League 2003/04 qualifiziert, so dass Wisła Płock als Finalist an der Qualifikationsrunde des UEFA-Pokals 2003/2004 teilnahm.

## Teilnehmende Mannschaften
Für die Hauptrunde waren folgende 52 Mannschaften qualifiziert:
| Ekstraklasa 16 Vereine der Saison 2001/02 | 2. Liga 20 Vereine der Saison 2001/02 | 16 regionale Pokalsieger der Woiwodschaften der Saison 2001/02 |
| Legia Warschau Wisła Krakau (TV) Amica Wronki Polonia Warschau Odra Wodzisław GKS Katowice Pogoń Szczecin Ruch Chorzów Górnik Zabrze Widzew Łódź Zagłębie Lubin Dyskobolia Grodzisk Wielkopolski KSZO Ostrowiec Świętokrzyski RKS Radomsko Śląsk Wrocław OKS Stomil Olsztyn | Lech Posen Wisła Płock Szczakowianka Jaworzno Górnik Łęczna GKS Bełchatów : Ceramica Opoczno : Hetman Zamość Ruch Radzionków : Polar Wrocław : Tłoki Gorzyce Arka Gdynia KS Polkowice Świt Nowy Dwór Mazowiecki ŁKS Łódź Jagiellonia Białystok Hutnik Krakau Zagłębie Sosnowiec Odra Opole : Włókniarz Kietrz : MKS Myszków | - Ermland-Masuren Polonia Olimpia Elbląg - Großpolen Jarota Jarocin - Heiligkreuz Alit Ożarów - Karpatenvorland Galicja Cisna - Kleinpolen Górnik Brzeszcze - Kujawien-Pommern Jagiellonka Nieszawa - Lebus Lech/Zryw Zielona Góra - Lublin Lewart Lubartów - Łódź Unia Skierniewice - Masowien Okęcie Warszawa - Niederschlesien Pogoń Oleśnica - Oppeln KS Kędzierzyn-Koźle - Podlachien Warmia Grajewo - Pommern Chojniczanka Chojnice - Schlesien Unia Racibórz - Westpommern Zorza Dobrzany |

## Ausscheidungsspiele
Die Ausscheidungsspiele zur 1. Runde fanden am 5. und 6. August 2002 mit den Mannschaften der Plätze 13 bis 20 der 2. Liga in der Saison 2001/02 statt.
| Datum      |                           | Ergebnis |                    |
| ---------- | ------------------------- | -------- | ------------------ |
| 05.08.2002 | Jagiellonia Białystok     | 3:0      | Odra Opole         |
| 05.08.2002 | Świt Nowy Dwór Mazowiecki | 1:0      | MKS Myszków        |
| 06.08.2002 | ŁKS Łódź                  | 1:0      | Włókniarz Kietrz   |
| 06.08.2002 | Hutnik Krakau             | 2:3      | Zagłębie Sosnowiec |

## 1. Runde
Die Spiele der 1. Runde fanden am 28. August 2002 mit den Gewinnern der Ausscheidungsspiele, den regionalen Pokalsiegern aus den Woiwodschaften sowie den Mannschaften der Plätze 1 bis 12 der 2. Liga in der Saison 2001/02 statt.
| Datum      |                        | Ergebnis              |                           |
| ---------- | ---------------------- | --------------------- | ------------------------- |
| 28.08.2002 | Warmia Grajewo         | 1:1 n. V. (1:4 i. E.) | ŁKS Łódź                  |
| 28.08.2002 | Chojniczanka Chojnice  | 0:3                   | GKS Bełchatów             |
| 28.08.2002 | Okęcie Warszawa        | 1:0                   | Tłoki Gorzyce             |
| 28.08.2002 | KS Kędzierzyn-Koźle    | 1:5                   | Szczakowianka Jaworzno    |
| 28.08.2002 | Alit Ożarów            | 1:0                   | Górnik Łęczna             |
| 28.08.2002 | Galicja Cisna          | 1:5                   | Ceramica Opoczno          |
| 28.08.2002 | Lech/Zryw Zielona Góra | 4:1                   | Świt Nowy Dwór Mazowiecki |
| 28.08.2002 | Pogoń Oleśnica         | 2:3                   | Zagłębie Sosnowiec        |
| 28.08.2002 | Unia Skierniewice      | 2:2 n. V. (5:4 i. E.) | Ruch Radzionków           |
| 28.08.2002 | Polonia Olimpia Elbląg | 2:1                   | Arka Gdynia               |
| 28.08.2002 | Lewart Lubartów        | 1:2                   | Jagiellonia Białystok     |
| 28.08.2002 | Jagiellonka Nieszawa   | 0:4                   | Wisła Płock               |
| 28.08.2002 | Jarota Jarocin         | 1:4                   | Gornik Polkowice          |
| 28.08.2002 | Unia Racibórz          | 1:2                   | Polar Wrocław             |
| 28.08.2002 | Górnik Brzeszcze       | 0:2                   | Hetman Zamość             |
| 28.08.2002 | Zorza Dobrzany         | 1:1 n. V. (1:3 i. E.) | Lech Posen                |

## 2. Runde
Die Spiele der 2. Runde fanden am 10., 11. und 25. September 2002 statt. Es nahmen die Gewinner der 1. Runde sowie die 16 Mannschaften der Ekstraklasa teil.
| Datum      |                              | Ergebnis  |                                  |
| ---------- | ---------------------------- | --------- | -------------------------------- |
| 10.09.2002 | Wisła Płock                  | 3:1 n. V. | Górnik Zabrze                    |
| 10.09.2002 | Lech Posen                   | 2:0       | Ruch Chorzów                     |
| 11.09.2002 | Okęcie Warszawa              | 0:3       | Legia Warschau                   |
| 11.09.2002 | Lech/Zryw Zielona Góra       | 0:2 n. V. | RKS Radomsko                     |
| 11.09.2002 | Hetman Zamość                | 2:0       | Śląsk Wrocław                    |
| 11.09.2002 | ŁKS Łódź                     | 1:3       | Pogoń Szczecin                   |
| 11.09.2002 | Alit Ożarów                  | 0:2       | Odra Wodzisław                   |
| 11.09.2002 | Zagłębie Sosnowiec           | 1:3       | OKS Stomil Olsztyn               |
| 11.09.2002 | KSZO Ostrowiec Świętokrzyski | 2:1       | Polonia Warschau                 |
| 11.09.2002 | GKS Bełchatów                | 2:3       | Amica Wronki                     |
| 11.09.2002 | Unia Skierniewice            | 3:5       | Polar Wrocław                    |
| 11.09.2002 | Zagłębie Lubin               | 4:1       | GKS Katowice                     |
| 11.09.2002 | Polonia Olimpia Elbląg       | 0:6       | Ceramica Opoczno                 |
| 11.09.2002 | Gornik Polkowice             | 0:1       | Dyskobolia Grodzisk Wielkopolski |
| 11.09.2002 | Szczakowianka Jaworzno       | 1:3       | Wisła Krakau                     |
| 25.09.2002 | Jagiellonia Białystok        | 1:2       | Widzew Łódź                      |

## 3. Runde
Die Spiele der 3. Runde fanden zwischen dem 11. und 30. Oktober 2002 statt.
| Datum      |                    | Ergebnis  |                                  |
| ---------- | ------------------ | --------- | -------------------------------- |
| 11.10.2002 | Wisła Płock        | 1:0       | KSZO Ostrowiec Świętokrzyski     |
| 16.10.2002 | Legia Warschau     | 0:1       | RKS Radomsko                     |
| 23.10.2002 | Polar Wrocław      | 1:0       | Amica Wronki                     |
| 23.10.2002 | Wisła Krakau       | 5:0       | Dyskobolia Grodzisk Wielkopolski |
| 30.10.2002 | Hetman Zamość      | 1:2 n. V. | Pogoń Szczecin                   |
| 30.10.2002 | OKS Stomil Olsztyn | 0:1       | Odra Wodzisław                   |
| 30.10.2002 | Widzew Łódź        | 4:2       | Zagłębie Lubin                   |
| 30.10.2002 | Lech Posen         | 1:2       | Ceramica Opoczno                 |

## Viertelfinale
Die Spiele wurden in Hin- und Rückspielen ausgetragen. Die erstgenannten Mannschaften hatten zuerst Heimrecht. Die Hinspiele fanden am 6. November, die Rückspiele am 30. November und 1. Dezember 2002 statt. 
| Datum             |                  | Gesamt |               | Hinspiel | Rückspiel |
| ----------------- | ---------------- | ------ | ------------- | -------- | --------- |
| 06./30.11.2002    | Pogoń Szczecin   | 2:3    | RKS Radomsko  | 2:0      | 0:3       |
| 06./30.11.2002    | Odra Wodzisław   | 1:3    | Wisła Płock   | 1:0      | 0:3       |
| 06./30.11.2002    | Widzew Łódź      | 7:3    | Polar Wrocław | 2:0      | 5:3       |
| 06.11./01.12.2002 | Ceramica Opoczno | 2:7    | Wisła Krakau  | 2:2      | 0:5       |

## Halbfinale
Die erstgenannten Mannschaften hatten zuerst Heimrecht. Die Hinspiele fanden am 16. April, die Rückspiele am 23. April 2003 statt. 
| Datum        |              | Gesamt |              | Hinspiel | Rückspiel |
| ------------ | ------------ | ------ | ------------ | -------- | --------- |
| 16./23.04.03 | RKS Radomsko | 1:2    | Wisła Płock  | 0:1      | 1:1       |
| 16./23.04.03 | Widzew Łódź  | 2:3    | Wisła Krakau | 1:2      | 1:1       |

## Finale
| Wisła Krakau                                  | Wisła Krakau | Wisła Płock | Wisła Płock |
| --------------------------------------------- | --- | --- | ----------- |
| Wisła Krakau                                  | \| 7. Mai 2003 in Krakau (Henryk-Reyman-Stadion) \| \| Ergebnis: 0:1 (0:1) \| \| Zuschauer: 4.000 \| \| Schiedsrichter: Robert Małek \| | \| 7. Mai 2003 in Krakau (Henryk-Reyman-Stadion) \| \| Ergebnis: 0:1 (0:1) \| \| Zuschauer: 4.000 \| \| Schiedsrichter: Robert Małek \| | Wisła Płock |
| Wisła Krakau                                  | Adam Piekutowski – Marcin Baszczyński (61. Daniel Dubicki), Arkadiusz Głowacki, Mariusz Jop, Maciej Stolarczyk – Grzegorz Pater, Mirosław Szymkowiak, Mauro Cantoro, Kamil Kosowski – Marcin Kuźba, Maciej Żurawski (46. Tomasz Frankowski) Cheftrainer: Henryk Kasperczak | Paweł Kapsa – Jerzy Wojnecki, Bartosz Jurkowski, Mikalaj Branfilau, Ariel Jakubowski – Dariusz Romuzga (85. Sławomir Nazaruk), Emmanuel Ekwueme, Raimondas Vileniškis, Vahan Gevorgyan (58. Grzegorz Bonk) – Gražvydas Mikulėnas, Ireneusz Jeleń (69. Sławomir Peszko) Cheftrainer: Mirosław Jabłoński | Wisła Płock |
| Wisła Krakau                                  | 0:1 Ireneusz Jeleń (20.) | | Wisła Płock |
| Wisła Krakau                                  | Marcin Baszczyński | Emmanuel Ekwueme, Vahan Gevorgyan, Gražvydas Mikulėnas | Wisła Płock |
| 7. Mai 2003 in Krakau (Henryk-Reyman-Stadion) | | |             |
| Ergebnis: 0:1 (0:1)                           | | |             |
| Zuschauer: 4.000                              | | |             |
| Schiedsrichter: Robert Małek                  | | |             |

| Wisła Płock                                      | Wisła Płock | Wisła Krakau | Wisła Krakau |
| ------------------------------------------------ | --- | --- | ------------ |
| Wisła Płock                                      | \| 14. Mai 2003 in Płock (Kazimierz-Górski-Stadion) \| \| Ergebnis: 0:3 (0:1) \| \| Zuschauer: 10.000 \| \| Schiedsrichter: Mirosław Ryszka \| | \| 14. Mai 2003 in Płock (Kazimierz-Górski-Stadion) \| \| Ergebnis: 0:3 (0:1) \| \| Zuschauer: 10.000 \| \| Schiedsrichter: Mirosław Ryszka \| | Wisła Krakau |
| Wisła Płock                                      | Paweł Kapsa – Jerzy Wojnecki, Bartosz Jurkowski, Mikalaj Branfilau, Ariel Jakubowski (76. Marcin Wasilewski) – Dariusz Romuzga, Emmanuel Ekwueme, Raimondas Vileniškis (63. Sławomir Nazaruk), Aidas Preikšaitis – Gražvydas Mikulėnas, Ireneusz Jeleń (74. Sławomir Peszko) Cheftrainer: Mirosław Jabłoński | Adam Piekutowski – Jacek Paszulewicz, Arkadiusz Głowacki, Mariusz Jop, Maciej Stolarczyk – Kalu Uche (75. Grzegorz Pater), Mirosław Szymkowiak (69. Kazimierz Moskal), Mauro Cantoro, Kamil Kosowski – Marcin Kuźba (80. Paweł Strąk), Maciej Żurawski Cheftrainer: Henryk Kasperczak | Wisła Krakau |
| Wisła Płock                                      | 0:1 Maciej Żurawski (27.) 0:2 Marcin Kuźba (59.) 0:3 Marcin Kuźba (60.) | | Wisła Krakau |
| Wisła Płock                                      | Ariel Jakubowski | | Wisła Krakau |
| 14. Mai 2003 in Płock (Kazimierz-Górski-Stadion) | | |              |
| Ergebnis: 0:3 (0:1)                              | | |              |
| Zuschauer: 10.000                                | | |              |
| Schiedsrichter: Mirosław Ryszka                  | | |              |